# Якубец, Иван Николаевич
Иван Николаевич Якубец (укр. Іван Миколайович Якубець; 29 июня 1955, Любашёвка) — украинский военачальник, полковник. Командующий Аэромобильными войсками Украины Вооружённых сил Украины (1998 — 2005).

## Биография
После окончания средней школы №5 в городе Котовск в 1972 году, работал учеником электрика на Котовском сахарном заводе. В 1973 году по комсомольскому призыву поступил в Рязанское гвардейское высшее воздушно-десантное командное училище, которое окончил в 1977 году. В 1989 году завершил обучение в Военной академии имени М. В. Фрунзе.
За 32 года службы в десантных войсках совершил более 400 прыжков с парашютом, что подтверждает его высокий профессионализм и преданность военной службе. Активно участвовал в создании Вооружённых сил Украины и укреплении обороноспособности государства.